# بنجامين ويلش جونيور
بنجامين ويلش جونيور (بالإنجليزية: Benjamin Welch, Jr.)‏ هو محرر وصحفي أمريكي، ولد في 1810، وتوفي في 1863.